# Коростенський плутон
Коросте́нський плуто́н — один з найбільших масивів інтрузивних порід (плутонів) на північному заході Українського щита.
Розташований на території Житомирської та частково Київської областей. Залягає серед давніх гранітів і мігматитів кіровоградсько-житомирського комплексу та метаморфічних порід тетерівської серії. Площа майже 10 000 км². Складений породами кислого та основного складу. Для перших — гранітів рапаківі та рапаківіподібних — характерна висока залізистість темнокольорових мінералів.
Основні породи в Коростенському Плутоні займають майже четверту частину його площі, приблизно 2 250 км², утворюючи чотири масиви (Володарсько-Волинський, Чоповічський, Федоровський і Кривогінський) і кілька менших брил, можливо, фрагментів інших масивів, лише частково розкритих і ще не розкритих (Могилянська, Лугинська, Полчанська і ін.) ерозією.
Основні породи (близько чверті площі) — габро, габронорити, лабрадорити — складають два великі та ряд менших масивів. З габроїдами пов'язані корінні та розсипні родовища ільменіту та апатиту. У межах Коростенського плутону відомі унікальні родовища камерних пегматитів, з яких добувають польові шпати, крупні кристали кварцу і його відмін та інші мінерали.